# Matta El Meskin
Matta el Meskin, (Matteo il Povero) al secolo Yūsuf Iskandar (in arabo متى المسكين‎?, in copto Ⲙⲁⲧⲧⲁ Ⲉⲗ-Ⲙⲉⲥⲕⲓⲛ; Banha, 20 settembre 1919 – Il Cairo, 8 giugno 2006), è stato un monaco cristiano egiziano, padre spirituale del monastero di San Macario il Grande, deserto di Scete, dal 1969 alla morte.
Matta el Meskin non è solo una delle maggiori figure della storia contemporanea della Chiesa copta ortodossa ma anche un asceta e un autore spirituale noto e apprezzato in tutto il mondo, tradotto in diciassette lingue. È stato inoltre un importante teologo, ecclesiologo ed esegeta cristiano contemporaneo.

## Biografia

### Primi anni di vita
Matta el Meskin nacque il 20 settembre 1919 a Banha, nella regione del Delta del Nilo, da una famiglia modesta. Suo padre era un impiegato delle ferrovie egiziane e sua madre una pia donna di campagna analfabeta che avrebbe incarnato il suo primo modello di vita cristiana. Durante la gioventù trascorsa al Cairo (1935-1944) entrò in contatto con il movimento delle madāris al-aḥad (prime scuole) ma ben presto ne prese le distanze scoprendo con sgomento la chiusura e i pregiudizi nei confronti delle altre confessioni cristiane e delle altre religioni.
Laureatosi in farmacia nel 1944, esercitò la professione acquistando una propria farmacia a Damanhur, nel Delta.

### Vita monastica
Nel 1948, sentendosi chiamato alla vita monastica, Yusuf Iskandar vendette la farmacia, distribuì il denaro ai poveri e partì verso quello che all'epoca era uno dei monasteri egiziani più austeri e più isolati, il monastero di San Samuele il Confessore, nell'altopiano di al-Qalamun, nell'Alto Egitto.
Qui vivevano pochi monaci anziani, analfabeti e malati e il cui igumeno era lo ieromonaco Mina al-Baramusi, futuro patriarca Cirillo VI. Qui il 10 agosto dello stesso anno Yusuf Iskandar prese i voti con il nome di Matta al-Samu'ili e vi trascorse due anni e mezzo (1948-1951) in condizioni di estrema austerità. Matta al-Samu'ili si dedicò alla preghiera oltre che alla lettura dei padri della chiesa su alcune pagine dattiloscritte dall'archimandrita inglese Lazarus Moore, contenenti un florilegio dei padri su diversi temi spirituali. A fianco ai grandi nomi del monachesimo delle origini si trovavano anche i mistici della tradizione russa recente. Questi appunti rappresentarono il materiale che servì per la stesura della sua prima e, probabilmente, più importante opera, La vita di preghiera ortodossa.

#### Dayr al-Suryān
Nel marzo 1951, a causa di problemi alla vista, Matta al-Samu'ili si trasferì nel monastero della Vergine noto come monastero dei Siriaci, nel deserto di Scete. Qui, il 19 marzo, contro la sua volontà, fu ordinato prete dal superiore anba Teofilo con il nome di Matta el Meskin. Dopo aver trascorso un breve periodo di discepolato con un'altra importante figura spirituale di quest'epoca, l'eremita etiope 'Abd al-Masih al-Habashi, per apprendere le basi dell'ascetismo e dell'eremitaggio, si scavò una grotta dove trascorse un periodo di solitudine.

#### Vicario patriarcale ad Alessandria e ritorno al monastero di San Samuele
Nel 1954 Matta el Meskin accettò, su insistenza di Giuseppe II (1875-1956, patriarca dal 1946 al 1956), l'incarico di vicario patriarcale ad Alessandria. In poco tempo riuscì a introdurre una serie di riforme tra cui la riorganizzazione dell'amministrazione patriarcale. La messa in discussione di molti privilegi del clero gli valse l'opposizione di numerosi prelati. Dimessosi, Matta el Meskin rientrò al monastero dei Siriaci. Nel 1956, credendo che la riforma monastica in atto mancasse del necessario radicalismo, lasciò il monastero insieme a dodici monaci suoi discepoli, tra i quali il futuro patriarca Shenuda III, per ritornare nuovamente al monastero di San Samuele.

#### La candidatura al patriarcato e l'esclusione
Alla morte di Giuseppe II, Matta el Meskin fu candidato al patriarcato e poi escluso, secondo quanto prevedeva lo statuto, perché di età inferiore a quarant'anni e con meno di quindici anni di vita monastica. Dopo l'elezione al soglio patriarcale di Mina al-Baramusi con il nome di Cirillo VI (1902-1971, patriarca dal 1959 al 1971), al termine di un periodo particolarmente tumultuoso per la chiesa copta, Matta el Meskin si ritirò in solitudine fino alla fine del 1959. Scriverà La chiesa eterna. Il 9 aprile 1960, Matta el Meskin e i suoi discepoli partirono verso Hilwan, periferia meridionale del Cairo, dove Matta el Meskin aveva fondato, insieme ad altri, la casa della consacrazione nel 1958-1959. Nel 1981, alla morte di Cirillo VI, verrà nuovamente candidato e nuovamente escluso per ragioni politiche.

### Wadi al-Rayyan
L'11 agosto 1960 i monaci guidati da Matta el Meskin si diressero all'inospitale wadi al-rayyan, a circa cinquanta chilometri al nord del monastero di San Samuele, dove vissero, malgrado alterne vicende, per nove anni in grotte scavate da loro stessi, conducendo una vita simile a quella dei primi anacoreti cristiani. In questo periodo Matta el Meskin pubblicò numerose tra le sue opere più note, fra le quali ricordiamo: Con Cristo nella sua passione, morte e resurrezione (1961), Chiesa e Stato (1963), L'azione spirituale (1965), L'unità cristiana (1965), Istruzioni sulla preghiera  (1966), Sant'Antonio, anacoreta secondo il vangelo (1968).

### Monastero di San Macario il Grande
In seguito ad alcune divergenze, l'8 maggio 1969 il patriarca Cirillo VI convocò Matta el Meskin e il suo gruppo per chiarire la situazione e li invitò a prendere in consegna l'antico monastero di San Macario il Grande, nel deserto di Scete, dove all'epoca non vivevano che sei monaci anziani in una struttura in rovina, sommersa dalla sabbia del deserto circostante. Matta el Meskin divenne il padre spirituale del monastero e diede il via a una importante rinascita riformandone il sistema monastico e intraprendendo lavori di restauro e ampliamento. In dieci anni il numero di monaci crebbe dalla decina iniziale a circa ottanta. È in questi anni di stabilità che redasse le sue opere più importanti come Il monachesimo copto all'epoca di San Macario (1972), Lo Spirito santo, Signore vivificante (1981), Il mistero dell'eucaristia (1982).

#### Rifiuto delle alte cariche ecclesiastiche
Imitando i Padri del deserto che scappavano dalle cariche ecclesiastiche, piccole o grandi che fossero, Matta el Meskin non accettò le cariche ecclesiastiche che gli vennero proposte. Accettò controvoglia la sua ordinazione a prete quando era ancora al Dayr al-Suryān e, poco dopo il suo ingresso al Monastero di San Macario il Grande, rifiutò la proposta di incarico come vescovo copto ortodosso di Londra prima ancora che il delegato del patriarca Cirillo VI, anba Gregorio, gliela proponesse dicendo: "Chiedo scusa ma non sono fatto per queste cariche". Quando, nel 1981, fu candidato al patriarcato si ritirò in solitudine, dopo aver comunicato alla comunità il suo rifiuto categorico di voler partecipare alla selezione per il patriarcato. In quell'occasione, per la precisione il 28 marzo 1981, scrisse in una lettera indirizzata alla comunità queste parole:
Vi scrivo questa lettera per ricordarvi ciò che vi ho detto e ripetuto più volte e cioè che la mia missione in questa vita è puramente monastica e che io non accetterò in alcun modo di essere candidato per qualsivoglia carica ecclesiastica, ricordando la mia prima promessa fatta il primo giorno in cui ho messo piede in monastero: essere, rimanere e morire monaco. È per questo che sono stato costretto a rifugiarmi in un luogo tranquillo e lontano affinché potessi trascorrere il resto dei miei giorni pregando, piangendo e convertendomi, fino alla morte. Credo che nessuno di voi possa negarmi il diritto di morire al mondo, alla gente, il diritto al silenzio e al pianto.

### Le accuse del patriarca Shenuda III
Alla morte di Cirillo VI (1971), Matta el Meskin fu candidato per la seconda volta al soglio del patriarcato copto ortodosso e fu nuovamente escluso. A essere eletto fu anba Shenuda, vescovo dell'educazione (1923-2012, patriarca dal 1971 al 2012), con il nome di Shenuda III. Nel 1981, in seguito all'acuirsi delle tensioni tra Anwar al-Sadat, Shenuda III e i gruppi estremisti islamici, il presidente egiziano fece arrestare otto vescovi ed esiliò Shenuda III nel monastero di San Pishoi, nel deserto di Scete, dove sarebbe restato fino al 1985. Matta el Meskin svolse il ruolo di paciere tra Shenuda III e Sadat rifiutando l'offerta di quest'ultimo di diventare patriarca al posto di Shenuda. Questi incontri furono alla base di malintesi tra Matta el Meskin e Shenuda III, i cui rapporti, benché Matta el Meskin fosse stato il padre spirituale del patriarca, andarono sempre più raffreddandosi. Da allora Shenuda III accusò Matta el Meskin di eresia attraverso una serie di articoli pubblicati da al-kiraza ('L'evangelizzazione'), il periodico ufficiale del patriarcato, poi ripubblicati in un libro intitolato Eresie moderne.
A partire dal 1988, Matta el Meskin visse, tranne che per sporadiche visite al monastero, in una skiti di quest'ultimo a settanta chilometri a ovest di Alessandria. Qui si dedicò alla redazione dei commentari alle Scritture.

### La morte
Matta el Meskin spirò in ospedale l'8 giugno 2006 all'età di ottantasette anni. Lo stesso giorno furono celebrati i funerali al monastero di San Macario in assenza delle autorità ecclesiastiche.

## Spiritualità
Solo un piccolo, ma significante numero di monaci ha lasciato un segno profondo nelle chiese. Il grande trappista cattolico Thomas Merton del Kentucky, l’ortodosso russo Seraphim Rose di Platina (California), il protestante Roger Schutz di Taizé e il cattolico benedettino Bede Griffiths di Shantivanam nel sud dell’India sono stati tutti degli autori che hanno scritto opere significative su preghiera e spiritualità. Tutti e quattro questi monaci sono stati lettori del noto monaco copto ortodosso padre Matta el Meskin del Monastero di San Macario il Grande nel Wadi el Natrun in Egitto.
Le parole citate indicano il grande impatto che la spiritualità di Matta el Meskin ha avuto sul cristianesimo contemporaneo.

## Riconoscimenti internazionali
Nel 2005, un anno prima della morte, padre Matta el Meskin e il monastero di San Macario hanno ricevuto il premio internazionale "Carlo Scarpa" per il giardino. Tra le motivazioni della giuria si legge:
La giuria del premio internazionale Carlo Scarpa per il giardino ha deciso di dedicare l’edizione 2005 a Dayr abū Maqār, il monastero egiziano di San Macario, che fa parte, con Dayr al-Baramūs, Dayr anbā Bišōī e Dayr al-Suryān, di un insieme di insediamenti monastici cristiani copti fondati nella seconda metà del iv secolo nel Wādī al-Naṭrūn, una depressione ricca di salnitro, sulla strada del deserto tra Alessandria e il Cairo, a ponente del delta del Nilo. La vicenda ininterrotta del monachesimo cristiano copto, nell’arco di diciassette secoli, assume rilevanza particolare anche dal punto di vista della forma e della vita dei luoghi nei quali si è venuta costituendo e svolgendo [...] I padri del deserto sono dunque anche gli inventori di una idea di paesaggio. La giuria sottolinea come sia persistente la forza di questa invenzione, come conquista della pienezza e della bellezza del deserto, nel quale può crescere un patrimonio di valori: l’equilibrio tra solitudine silenziosa e laboriosa, nei libri o nei campi, e dialogo collettivo e corale, nel canto e nella mensa quotidiana; la riduzione di sé all’essenziale; la necessaria conoscenza della natura e l’internità alle sue leggi, anche severe, anche estreme; infine, e con particolare profondità, l’immersione nelle misure dello spazio e nel senso del tempo.
Il 21 e il 22 maggio 2016, in occasione del decennale della scomparsa di Matta el Meskin, il Monastero di Bose, in collaborazione con il Monastero di San Macario, ha organizzato il primo convegno internazionale ed ecumenico dedicato al monaco egiziano in cui hanno preso parte studiosi appartenenti a diversi paesi e Chiese cristiane.

## Curiosità
Il 22 dicembre 2016, in occasione dei tradizionali auguri di Natale alla curia romana, papa Francesco ha recitato una preghiera di Matta el Meskin sul mistero dell’Incarnazione pubblicata nell'antologia italiana “L’umanità di Dio”.
Vorrei concludere semplicemente con una parola e con una preghiera. La parola è quella di ribadire che il Natale è la festa dell’umiltà amante di Dio. Per la preghiera, ho scelto l’invocazione natalizia di Padre Matta el Meskin, monaco contemporaneo, che rivolgendosi al Signore Gesù, nato a Betlemme, così si esprime: «Se per noi l’esperienza dell’infanzia è cosa difficile, per te non lo è, Figlio di Dio. Se inciampiamo sulla via che porta alla comunione con te secondo questa piccola statura, tu sei capace di togliere tutti gli ostacoli che ci impediscono di fare questo. Sappiamo che non avrai pace finché non ci troverai secondo la tua somiglianza e con questa statura. Permettici oggi, Figlio di Dio, di avvicinarci al tuo cuore. Donaci di non crederci grandi nelle nostre esperienze. Donaci, invece, di diventare piccoli come te affinché possiamo esserti vicini e ricevere da te umiltà e mitezza in abbondanza. Non ci privare della tua rivelazione, l’epifania della tua infanzia nei nostri cuori, affinché con essa possiamo curare ogni orgoglio e ogni arroganza. Abbiamo estremo bisogno […] che tu riveli in noi la tua semplicità avvicinando noi, anzi la chiesa e il mondo tutto, a te. Il mondo è stanco e sfinito perché fa a gara a chi è il più grande. C’è una concorrenza spietata tra governi, tra Chiese, tra popoli, all’interno delle famiglie, tra una parrocchia e un’altra: chi è il più grande tra di noi? Il mondo è piagato da ferite dolorose perché il suo grande morbo è: chi è il più grande? Ma oggi abbiamo trovato in te il nostro unico medicamento, Figlio di Dio. Noi e il mondo tutto non troveremo né salvezza né pace, se non torniamo a incontrarti di nuovo nella mangiatoia di Betlemme. Amen».

## Opere tradotte in italiano
- Comunione nell'amore (trad. Guido Dotti), Qiqajon, 1986
- Consigli per la preghiera (trad. Guido Dotti), Qiqajon, 1988
- Secondo il vangelo. Le venti Lettere di Antonio (ed. Matta el Meskin; trad. Laura Marino), Qiqajon, 1999
- Il cristiano nuova creatura (trad. Laura Marino), Qiqajon, 1999
- L'esperienza di Dio nella preghiera (trad. Emanuela Cosentino), Qiqajon, 1999
- La gioia della preghiera (ed. e trad. Marco Hamam), Qiqajon, 2012
- I cristiani d'Egitto nella vita e negli scritti di Matta el Meskin (ed. e trad. Vittorio Ianari), Morcelliana, 2013
- L'umanità di Dio. Meditazioni sull'incarnazione (pref. anba Epiphanius; ed. e trad. Marco Hamam), Qiqajon, 2015.
- Ritrovare la strada: meditazioni per la Quaresima (pref. anba Epiphanius; ed. e trad. Markos el Makari), Qiqajon, 2017.
- L'ascesi cristiana (pref. anba Epiphanius; ed. e trad. Markos el Makari), San Macario Edizioni, 2018.

## Monografie in italiano
- Matta el Meskin: un padre del deserto contemporaneo (a cura di Guido Dotti e Markos el Makari), Qiqajon, 2017.